# John Evershed
John Evershed (* 26. Februar 1864 in Gomshall, Surrey, England; † 17. November 1956 in Ewhurst, Surrey, England) war ein britischer Astronom. Er war der Erste, der die Radialbewegung der Sonnenflecken beobachtet hat, ein Phänomen, das als Evershed-Effekt (auch Evershed-Abetti-Effekt, nach Giorgio Abetti) bekannt ist.
Evershed wurde 1915 als Mitglied („Fellow“) in die Royal Society aufgenommen. Im Jahre 1918 wurde er mit der Goldmedaille der Royal Astronomical Society ausgezeichnet. Der Evershed-Krater auf dem Mond ist nach ihm benannt.
Evershed war mit der Astronomin und Schriftstellerin Mary Acworth Evershed verheiratet, mit der er astronomische Werke veröffentlichte.